# Lepilemur petteri
Lepilemur petteri is een zoogdier uit de familie van de wezelmaki's (Lepilemuridae). De wetenschappelijke naam van de soort werd voor het eerst geldig gepubliceerd door Louis et al. in 2006.

## Kenmerken
L. petteri is een kleine, grijze tot grijsbruine wezelmaki. Het gewicht bedraagt 0,63 kg. De rug is grijs tot grijsbruin, de onderkant lichtgrijs. Het gezicht is grijs.

## Verspreiding
De soort komt voor in het Beza Mahafalyreservaat (tussen de rivieren Onilahy, Linta en Menarandra) op Madagaskar.

## Taxonomie
De soort is genoemd naar Jean-Jacques Petter, een wetenschapper die veel heeft bijgedragen aan de kennis van de lemuren. De soort is het nauwst verwant aan de soort die het dichtstbij voorkomt, de witvoetwezelmaki (L. leucopus).
Lepilemur aeeclis · Lepilemur ahmansoni · Lepilemur ankaranensis · Lepilemur betsileo · Grijsrugwezelmaki (Lepilemur dorsalis) · Milne-Edwards wezelmaki (Lepilemur edwardsi) · Lepilemur fleuretae · Lepilemur grewcocki · Lepilemur hollandorum · Lepilemur hubbardi · Lepilemur jamesi · Witvoetwezelmaki (Lepilemur leucopus) · Kleintandwezelmaki (Lepilemur microdon) · Lepilemur milanoii · Grote wezelmaki (Lepilemur mustelinus) · Lepilemur otto · Lepilemur petteri · Lepilemur randrianasoloi · Roodstaartwezelmaki (Lepilemur ruficaudatus) · Lepilemur sahamalaza · Lepilemur scottorum · Lepilemur seali · Noordelijke wezelmaki (Lepilemur septentrionalis) · Lepilemur tymerlachsoni · Lepilemur wrighti